# Mateusz Lis
Mateusz Lis (Żary, 27 febbraio 1997) è un calciatore polacco, portiere del Göztepe.

## Carriera

### Club
Ha esordito fra i professionisti il 26 luglio 2015 disputando con la maglia del Miedź Legnica l'incontro di Puchar Polski vinto 2-0 contro il Garbarnia Cracovia.

### Nazionale
È stato convocato dalla nazionale polacca Under-21 per disputare il campionato europeo di calcio Under-21 2019.